# Olovnice (nádraží)
Olovnice je železniční stanice ve stejnojmenné obci v okrese Mělník ve Středočeském kraji v Česku. Leží na jednokolejné neelektrizované železniční trati Kralupy nad Vltavou – Louny. Podél nádraží protéká Knovízský potok.
Ve stanici se nachází železniční přejezd P2120 určený pro pěší, který je zajímavý tím, že jeho součástí je i schodiště.

## Provoz
Stanice je obsluhována osobními vlaky Českých drah v hodinovém taktu ve všední dny a ve dvouhodinovém o víkendu a státních svátcích.